# سلحشور (فیلم ۲۰۰۶)
«سلحشور» (انگلیسی: The Warrior (2006 film)) یک فیلم به کارگردانی تسوی هارک است که در سال ۲۰۰۶ منتشر شد.